# 屈屈尼昂
屈屈尼昂（法語：Cucugnan，法語發音：[kykyɲɑ̃] ⓘ）是法国奥德省的一个市镇，位于该省南部，属于纳博讷区。

## 地理
屈屈尼昂（42°51'4"N, 2°36'9"E）面积15.33 平方千米，位于法国奧克西塔尼大區奥德省，该省份为法国南部沿海省份，北起塔恩省，西北接上加龙省，西接阿列日省，南至东比利牛斯省，东临地中海，东北与埃罗省接壤。
与屈屈尼昂接壤的市镇（或旧市镇、城区）包括：迪亚克-苏佩尔佩蒂斯、帕代恩、莫里、托塔韦勒。

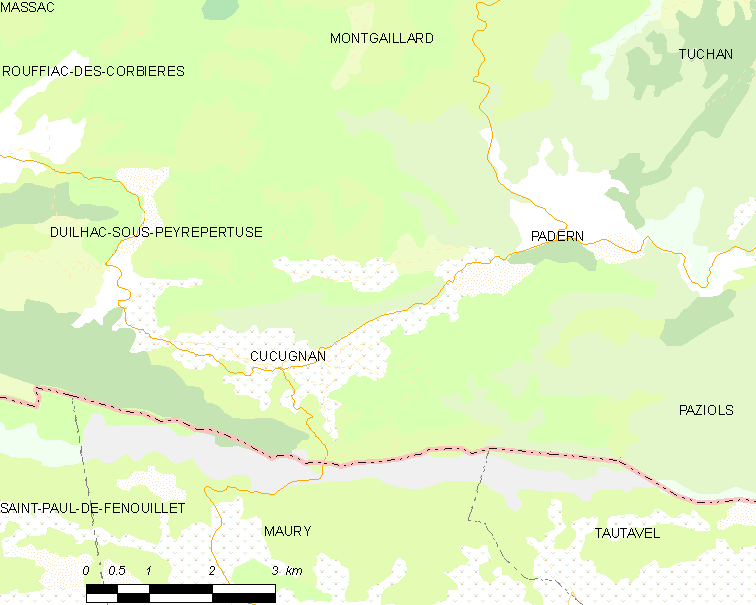
屈屈尼昂的OSM定位图

屈屈尼昂的时区为UTC+01:00、UTC+02:00（夏令时）。

## 行政
屈屈尼昂的邮政编码为11350，INSEE市镇编码为11113。

## 政治
屈屈尼昂所属的省级选区为莱科比耶尔县。

## 人口

1962-2008年间屈屈尼昂人口变化图示

屈屈尼昂于2022年1月1日时的人口数量为121人。